# Tiểu thừa
Tiểu thừa (zh. 小乘, sa. hīnayāna, bo. theg dman) nghĩa là "cỗ xe nhỏ". Tiểu thừa được một số đại biểu phái Đại thừa (sa. mahāyāna) thường dùng chỉ những người theo truyền thống Phật giáo Nam truyền. Ngày nay ý nghĩa chê bai của danh từ này đã mất đi và không còn được sử dụng. Giới học thuật Phật giáo hiện đại thay vào đó sử dụng thuật ngữ Phật giáo Nikaya hay Phật giáo Bộ phái để chỉ các trường phái Phật giáo thời kỳ Bộ phái.
Xét theo lịch sử, quá trình tập kết kinh điển, truyền thừa thì các kinh điển của "Phật giáo nguyên thủy" lại có tính chất đáng tin cậy hơn, được kết tập gần nhất sau thời gian Đức Phật diệt độ (khoảng 100 năm). Các bộ kinh khác của "Đại thừa", "Kim cang thừa", "Tối thượng thừa" lại được hình thành sau đó khá lâu do các vị Tổ Đại thừa sáng lập.
Một từ chỉ các tu sĩ theo truyền thống Phật giáo Nam truyền thường gặp trong kinh là Thanh văn (zh. 聲聞, sa. śrāvaka) hay Thượng tọa bộ (Theravāda).

## Vấn đề Đại thừa và Tiểu thừa
Trước đây những người theo Đại thừa thường cho rằng giáo lý Nguyên thủy, là giáo lý Tiểu thừa, không đưa đến quả vị tối hậu thành Phật, chỉ có giáo lý Đại thừa mới là giáo lý chân chính của Phật. Ngược lại, các nhà sư "Tiểu thừa" thì cho rằng giáo lý Tiểu thừa mới chính là giáo lý nguyên thủy của Phật, còn giáo lý Đại thừa đã mất đi tính nguyên bản chân thực của lời dạy Đức Phật. Sự bất đồng quan điểm ấy đã làm băng giá mối quan hệ của hai truyền thống cả ngàn năm. Ngày nay, với những phương tiện khảo cứu sử liệu, những quan điểm Tiểu thừa và Đại thừa không còn thích hợp. Qua nghiên cứu cho thấy rằng:
1. Thời kỳ Phật giáo Nguyên thủy cho đến thời kỳ Bộ phái (sau Đức Phật 400 năm) chưa có danh từ Đại thừa hay Tiểu thừa.
2. Danh từ Tiểu thừa từng được dùng trong thời gian dài để chỉ Thượng tọa bộ, là bộ phái lớn nhất, đại biểu truyền thống Phật giáo Nam truyền hiện đại.
3. Từ ít lâu nay người ta có khuynh hướng tránh dùng từ ngữ "Tiểu thừa" vì từ này được dùng bởi những người không hiểu rõ căn bản Phật giáo và mang tính miệt thị. Do đó, 2 danh từ Phật giáo Bắc tông và Phật giáo Nam Tông được dùng để phổ biến thay thế.
4. Giáo lý được phân làm hai truyền thống theo địa lý, truyền thừa, và được gọi là Phật giáo Bắc tông và Phật giáo Nam Tông. Phật giáo Bắc tông theo khuynh hướng thay đổi và phát triển lời Phật, còn Phật giáo Nam tông theo khuynh hướng giữ nguyên giá trị lời dạy của Đức Phật và các vị Thánh Tăng thuyết trong 5 bộ Nikāya trong Tam tạng Pali.
5. Truyền thống Bắc Tông và Nam Tông có những khác biệt, đối với Phật giáo Nam Tông (Nguyên thủy) thì tập trung giữ gìn giới luật cho trong sạch như lời Phật dạy, còn Phật giáo Đại thừa thì xem trọng lễ nghi và ăn chay. Trái lại, cũng có những điểm tương đồng lại rất cơ bản như sau:
  1. Cả hai đều nhìn nhận Đức Phật Thích-ca là bậc Đạo sư.
  2. Cả hai đều chấp nhận và hành trì giáo lý Tứ diệu đế, Bát chính đạo, Duyên khởi...; đều chấp nhận pháp ấn Khổ, Không, Vô ngã; đều chấp nhận con đường tu tập: Giới-Định-Tuệ.

## Phân chia bộ phái
Trong thời kỳ Đức Phật chuyển pháp luân và trước đại hội kết tập kinh điển lần thứ 2, đạo Phật không có tông phái nào. Đó là thời kỳ Đạo Phật Nguyên thủy hay còn gọi là thuần túy. Trong lần kết tập thứ hai, Tăng-già phân ra thành hai phái: Trưởng lão bộ (zh. 長老部, sa. sthavira) và Đại chúng bộ (zh. 大眾部, sa. mahāsāṅghika). Giữa năm 280 và 240 trước Công nguyên, Đại chúng bộ lại được chia thành sáu phái: Nhất thuyết bộ (zh. 一說部, sa. ekavyāvahārika), Khôi sơn trụ bộ (zh. 灰山住部, sa. gokulika). Từ Nhất thuyết bộ lại sinh ra Thuyết xuất thế bộ (zh. 說出世部, sa. lokottaravāda). Từ Khôi sơn trụ bộ lại tách ra 3 bộ phái là Đa văn bộ (zh. 多聞部, sa. bahuśrutīya), Thuyết giả bộ (zh. 說假部, sa. prajñaptivāda) và Chế-đa sơn bộ (zh. 制多山部, sa. caitika). Từ Trưởng lão bộ (sa. sthavira) của thời gian đó, khoảng năm 240 trước Công nguyên, phái Độc Tử bộ (zh. 犢子部, sa. vātsīputrīya) ra đời, gồm có bốn bộ phái nhỏ là Pháp thượng bộ (zh. 法上部, sa. dharmottarīya), Hiền trụ bộ (zh. 賢胄部, sa. bhadrayānīya), Chính lượng bộ (zh. 正量部, sa. sāṃmitīya) và Mật lâm sơn bộ (zh. 密林山部, sa. sannagarika, sandagiriya). Từ Trưởng lão bộ (sa. sthavira) lại xuất phát thêm hai phái: 1. Thuyết nhất thiết hữu bộ (zh. 說一切有部, sa. sarvāstivāda), từ đây lại nảy sinh Kinh lượng bộ (zh. 經量部, sa. sautrāntika) khoảng năm 150 trước Công nguyên và 2. Phân biệt bộ (zh. 分別部, sa. vibhajyavāda). Phân biệt bộ tự xem mình là hạt nhân chính thống của Trưởng lão bộ. Từ Phân biệt bộ này sinh ra các bộ khác như Thượng tọa bộ (zh. 上座部; pi. theravāda), Hóa địa bộ (zh. 化地部, sa. mahīśāsaka) và Ẩm Quang bộ (zh. 飲光部; cũng gọi Ca-diếp bộ 迦葉部, sa. kāśyapīya). Từ Hóa địa bộ (sa. mahīśāsaka) lại sinh ra Pháp Tạng bộ (zh. 法藏部, sa. dharmaguptaka).